# Питер Агри
Питер Кортланд Агри (енгл. Peter Courtland Agre; Нортфилд, 30. јануар 1949) амерички је хемичар и нобеловац.
За истраживање канала воде у ћелијским мембранама додељена му је 2003. Нобелова награда за хемију. Ову награду дели са Родерик Макиноном, који је истраживао структуре и механизме јонских канала.

### Откриће водених канала у организмима
Још од 19. века претпостављало се да организми поседују канале за транспорт воде, поред познатог механизма транспорта воде кроз ћелијску мембрану, али се њихово постојање није могло доказати. То је успело Петеру Агрију 1988.
Он је изоловао један од протеина са ћелијске мембране и демонстрирао да је он мистериозни „канал воде“. Овај протеин је добио име „Аквапорин“. Ради се о великој фамилији протеина, а до данас је у људском телу пронађено једанаест различитих врста.
Откриће водених канала отворило је врата за даља биолошка и физиолошка истраживања бактерија, биљака и животиња.